# Kouros de Tenea
El kouros de Tenea o també Apol·lo de Tenea, és un kouros del segle vi aC esculpit a Corinti a l'antiga Grècia i que es va utilitzar com a monument funerari a la tomba d'un jove. Actualment es troba a la Gliptoteca de Múnic.

## Característiques
- Autor: Anònim (tallers de Corint)
- Època: 575- 550 aC
- Lloc: trobada a l'antic cementiri de Tenea, a uns 15 km de Corint
- Estil: Època arcaica grega
- Material: Marbre
- Alçada: 153cm

## Troballa
L'escultura va ser trobada l'any 1846, a l'antic cementiri de Tenea, (grec: Τενέα), antiga ciutat del nord-est del Peloponès, Grècia a uns 15 quilòmetres de Corint.

## Simbologia
La peça representa un Kouros (una estàtua d'un home jove, datada a partir del Període Arcaic d'art grec (del 650 aC al 500 aC). És un tipus d'escultura que va imperar durant els segles VIII - VI aC. L'equivalent femení són les kore.

## Conservació
La peça s'exposa de forma permanent en la Gliptoteca de Múnic, (Alemanya), des de 1854, on té assignat el número d'inventari 168.